# Oľga Belešová
Oľga Belešová (* 8. května 1965 Bratislava) je slovenská herečka, autorka a moderátorka.
Na jevišti hrála již jako osmiletá. Deset let byla členkou dětského divadelního souboru Ludus. Vystudovala žurnalistiku na FF Univerzitě Komenského v Bratislavě. Pracovala jako novinářka v denících Práca, Pravda a SME, poté v týdenících TV oko a Nedeľná Pravda. Kromě toho je známá i jako autorka a interpretka v rádiu i televizi. Během novinářské kariéry hrála v divadle GUnaGU, kde za 20 let působení vytvořila množství komediálních i dramatických postav, dále ve Studiu L+S a Divadle Aréna a v současné době působí i v dalších divadlech. Na některých představení se podílí i autorsky.
Je divadelní, televizní, rozhlasová i dabingová herečka, od roku 2002 působí jako herečka podnikatelka. Je autorkou originálních představení: Len tak ľahučko, Ďefčátko, Urgetný príjem'. Na některých dalších se podílí jako spoluautorka: John a Yoko (spolu s manželem, novinářem Masahikom Shiraki, za hru získali ocenění Zlatý gunár na Kremnických gagoch), Modelky, Telenovela, Pravdivý príbeh Oľgy B. – ženy so zlatými rukami, Poradňa krásy Šereď, Baby na palube.
Ve Slovenské televizi byla téměř deset let scenáristkou a moderátorkou cyklu Umenie/divadlo a tanec. Ve Slovenském rozhlase byla dva roky autorkou a hostitelkou v zábavné talk show Meno mesto zviera vec. Má ráda tvorbu pro děti. V rozhlase nahrála cyklus pohádek na dobrou noc Pán Áčik od Jána Uličianského. Kromě toho nahrála i slovenskou verzi audioknihy Dušana Taragela: Pohádky pro neposlušné děti a jejich starostlivé rodiče (1997) – údajně jde o první audioknihu na Slovensku. V nejnovějším projektu pro děti Mimi a Líza propůjčila svůj hlas několika postavám. Jde o původní slovenský seriál kreslených televizních večerníčků a rozhlasový seriál Kataríny Kerekesové.
Od roku 2015 moderuje na RTVS pořad pro seniory s názvem Generácia – zlaté roky života. Kromě toho se pravidelně objevuje i v dalších projektech jako například Chart Show. Svůj hlas propůjčila několika televizním a rádiovým reklamám.

## Filmografie
- 1999: Zborovňa (profesorka Laura Chudá)
- 2008: Obchod so šťastím (Vierča)
- 2008–2014: Profesionáli (sousedka Beatrix Bežná) – za tuto roli byla dvakrát nominovaná na cenu OTO
- 2011: Gympel TV
- 2011: Zita na krku
- 2012: Ordinácia v ružovej záhrade
- 2014–současnost: Búrlivé víno (Drahuša Chrobáková)

## Televize a moderování
- 2015: RTVS – Generácia – zlaté roky života – relace pro seniory

## Divadlo
- GUnaGU – představení: Len tak ľahučko (1994), Ďefčátko (2000), John & Yoko (2007) a predstavenie pre deti: Baba Jaga a Majkl Džeksn (2002)
- SND (činohra) – představení: Demokrati, kde byla za postavu Hanky nominovaná na Divadelní ocenění sezóny DOSKY
- L+S – hrála v představení Slovenský raj spolu s Milanem Markovičem, Rasťou Piškem, Gabikou Škrabákovou a Jurajem Predmerským
- Divadlo Aréna – komedie Boh masakra (2007), Perfect days, dříve hra Absolvent (2010) a pro děti Červená čiapočka podľa líšky (2007)
- Teatro Wustenrot (bývalé West) – představení Prípad čiernej vdovy s Jožou Pročkem a Romanem Pomajbem
- Divadlo v podpalubí (Loď Adyho Hajdu) – se Zuzanou Martinkovou-Znášikovou je spoluautorkou a jednou z hlavních protagonistek ve společném autorském představení Baby na palube. Dříve tu hrála v autorském komediálním projektu Poradňa krásy Šereď (2010) spolu s Lucií Kollárovou. V červnu (2016) připravovala s Romanem Pomajbem novou komediální hru Zoznamka. Šlo o volné pokračování komedie Poradňa krásy Šereď.